# 火舞艷陽
《火舞艷陽》是香港歌手黎明的錄音室專輯，全碟由陳永明監製，收錄了10首歌曲，專輯於1994年12月13日由唱片公司寶麗金以鐳射唱片和卡式錄音帶形式首次發行。2022年，香港環球唱片以《環球經典禮讚》系列的形式重新發行此專輯。

## 背景及製作
《火舞艷陽》是「Marlboro Red Hot Hits」系列的專輯之一，由萬寶路贊助製作及宣傳費，專輯以紅色為主色，由日本班底製作，主打歌〈火舞艷陽〉及〈送你一瓣的雪花〉以冬日聖誕氣氛為製作概念，〈火舞艷陽〉是一首原創歌曲，由日本寶麗金唱片公司旗下的樂隊Non Stop創作，歌曲的音樂短片於日本東京街頭及錄音室取景拍攝，這首歌亦是黎明首次演繹的樂與怒歌曲；〈送你一瓣的雪花〉以雪地為歌詞的背景，透過歌詞中的「白雪的飄泊」、「雪靴」等詞句，描繪出異國的風土人情。

## 曲目列表
| CD       | CD               | CD       | CD            | CD            | CD                                                 | CD    |
| 曲序     | 曲目             |          | 作曲          | 编曲          | 备注                                               | 时长  |
| -------- | ---------------- | -------- | ------------- | ------------- | -------------------------------------------------- | ----- |
| 1.       | 火舞艷陽         | 簡寧     | Masato Ishida | Nonstop       | 第二主打                                           | 4:20  |
| 2.       | 送你一瓣的雪花   | 古倩敏   | 恰克          | 紀文華 陳永明 | 第三主打 改編自恰克與飛鳥的〈夢を見ましょうか〉    | 4:25  |
| 3.       | 夜搖遙           | 周禮茂   | 米米CLUB      | 唐奕聰        | 第四主打 改編自米米CLUB的〈Shake Hip〉             | 3:35  |
| 4.       | 如果……           | 古倩敏   | 李偉菘        | 吳慶隆        | 《歸還》粵語版                                     | 5:18  |
| 5.       | 伴你同行         | 劉卓輝   | 山田直毅      | 唐奕聰        | 改編自吉田栄作的〈Blue Bird〉                      | 4:46  |
| 6.       | 一天情深一點情感 | 向雪懷   | 尾崎和行      | 唐奕聰        | 改編自尾崎和行的〈二人だけのクリスマス〉           | 4:28  |
| 7.       | 別再流淚         | 簡寧     | 見岳章        | 袁卓繁        | 第五主打 改編自鹿賀丈史的〈微笑みのせいさ〉        | 4:35  |
| 8.       | 草戒指           | 向雪懷   | 陳永明        | 方樹樑        |                                                    | 4:19  |
| 9.       | 天使的誘惑       | 劉卓輝   | 恰克          | 王倩清 陳永明 | 改編自恰克與飛鳥的〈レノンのミスキャスト〉         | 4:32  |
| 10.      | 我沒有愛錯       | 周禮茂   | 羅以          | Billy Chan    | 第一主打 叱咤903蘭茜夫人劇場之「我沒有愛錯」主題曲 | 4:15  |
| 总时长： | 总时长：         | 总时长： | 总时长：      | 总时长：      | 总时长：                                           | 44:33 |

## 幕後製作人員
以下是《火舞艷陽》的幕後製作人員名單：
- 鍵琴：唐奕聰（曲目3,5,6）、袁卓繁（曲目7）、方樹樑（曲目8）、王倩清（曲目9）
- 結他：Jiro Takada（曲目1）、鄧建明（曲目3,5,6）、Eddie Marzuki（曲目4）
- 低音結他：Keisuke Goto（曲目1,3）、盛旦華（曲目6）
- 鼓：Tatsuya Suzuki（曲目1）、Melchior Sarreal（曲目3）、Ricky Chu（曲目6）
- 大提琴：Joost Flach
- 音色伴奏：Masato Ishida（曲目1）
- 和音：雷有曜（曲目1－3,5,8）、曹潔敏（曲目1,3,5,8）、Masato Ishida（曲目1）、雷有輝（曲目1,3－5,8）、李小梅（曲目1,3,5－9）、張偉文（曲目6,7,9）、Sarah Yeung（曲目6,7,9）、譚錫禧（曲目6,7,9）
- 混音：吳子良、陳永明
- 錄音：周初晨、吳子良、Takashi Shimizu（曲目1）、何長喜、陳永明
- 美術指導：Michael Cheung
- 攝影：張文華
- 助理監製：吳子良
- 監製：陳永明
- 經理人公司：百事活娛樂事業有限公司

## 同名迷你專輯
《火舞艷陽》迷你專輯是一張圖案唱片，收錄了歌曲〈火舞艷陽〉的混音版本及3首黎明主唱的舊曲，於1995年推出。
| CD       | CD                | CD       | CD                 | CD       | CD                        | CD    |
| 曲序     | 曲目              |          | 作曲               | 编曲     | 备注                      | 时长  |
| -------- | ----------------- | -------- | ------------------ | -------- | ------------------------- | ----- |
| 1.       | 火舞艷陽（Remix） | 簡寧     | Masato Ishida      | Nonstop  |                           | 3:28  |
| 2.       | 陽光              | 劉卓輝   | 福山雅治           | 唐奕聰   | 電視劇《阿Sir早晨》主題曲 | 3:45  |
| 3.       | 不醉舞夜          | 劉卓輝   | Dito／Jorge Zarath | 陳澤忠   |                           | 3:43  |
| 4.       | 藍色街燈          | 古倩敏   | 邰正宵／黃大軍     | 唐奕聰   |                           | 5:16  |
| 总时长： | 总时长：          | 总时长： | 总时长：           | 总时长： | 总时长：                  | 16:12 |

## 流行榜成績
以下是《火舞艷陽》的派台歌曲名單，以及其歌曲在香港四大電子媒體音樂流行榜的最高位置。
| 派台歌曲／流行榜   | 903專業推介 | 中文歌曲龍虎榜 | 新城電台勁爆本地榜 | 勁歌金榜 |
| ------------------ | ----------- | -------------- | ------------------ | -------- |
| 〈我沒有愛錯〉     | 第7位       | 未能上榜       | 未能上榜           | 未能上榜 |
| 〈火舞艷陽〉       | 冠軍        | 季軍           | 冠軍               | 冠軍     |
| 〈送你一瓣的雪花〉 | 亞軍        | 冠軍           | 冠軍               | 冠軍     |
| 〈夜遙搖〉         | 未能上榜    | 未能上榜       | 未能上榜           | 第4位    |
| 〈別再流淚〉       | 第17位      | 第7位          | 未能上榜           | 未能上榜 |

## 獎項
以下是收錄於《火舞艷陽》專輯的歌曲獲頒發的獎項：
- 電視廣播有限公司1994年度勁歌金曲季選——第四季得獎歌曲〈火舞艷陽〉[13]
- 電視廣播有限公司1995年度勁歌金曲季選——第一季得獎歌曲〈送你一瓣的雪花〉[14]
- 香港電台1995年度十大中文金曲頒獎音樂會——最佳改編歌曲獎〈送你一瓣的雪花〉[15]